# Bubo ascalaphus

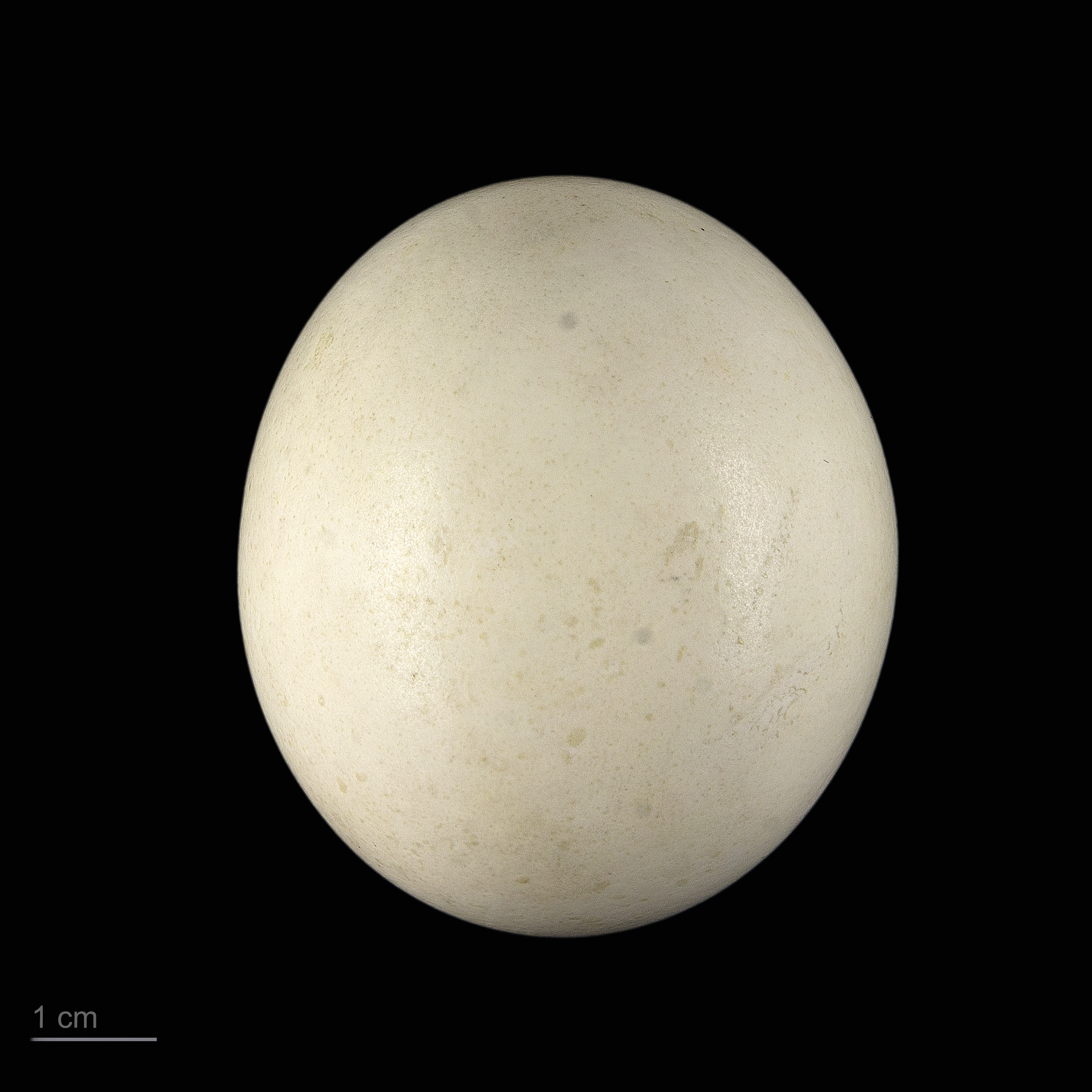
Bubo ascalaphus - MHNT

Bufo-do-deserto ou bufo-mourisco (Bubo ascalaphus) é uma espécie de ave estrigiforme pertencente à família Strigidae.